# Grojec (Oświęcim)
Pour les articles homonymes, voir Grojec.
Grojec est une localité polonaise de la gmina et du powiat d'Oświęcim en voïvodie de Petite-Pologne.